# فهرست انجمن‌های ستاره‌شناسی
این فهرست، گروه‌های سرشناسی را در بر می‌گیرد که برای پیشرفت و آموزش ستاره‌شناسی تلاش می‌کنند:

## اروپا

### آلمان
- انجمن ستاره‌شناسی

### فرانسه
- نهاد اخترفیزیک پاریس

### بریتانیا
- انجمن سلطنتی اخترشناسان بریتانیا

## آمریکای شمالی

### آمریکا
- جامعه اخترشناسی آمریکا

### بین‌المللی
- سازمان بین‌المللی شهاب
- انجمن سیاره‌ای